# Ivan Stempkovski
Ivan Aleksandrovitch Stempkovski (russe : Иван Александрович Стемпковский), né en 1789 et mort en 1832, fut un archéologue des côtes de la mer Noire.

## Biographie

Blason de la famille.

Il est d'une famille noble de Pologne, né le 14 juin 1789 de la province de Saratov. Son père Joseph-Jean était un général de la république des Deux Nations, ainsi que son grand-père Joseph-Gabriel, il s'enrôle en tant que lieutenant du régiment des mousquetaires de Ladoga. Il croise le duc de Richelieu en 1803 puis devint son aide de camp en 1808 et fait avec lui les campagnes du Caucase du nord. Il accompagne le duc de Richelieu au Congrès de Vienne puis participa à la campagne de France de 1815. La duc lui fit don de sa datcha d'Odessa, aujourd'hui réserve naturelle. Pendant ses quatre années à Paris, il se lie à Raoul-Rochette et approfondi ses connaissances en histoire.
De retour en Russie en 1820, il fit partie de la commission du Lycée Richelieu d'Odessa. des études de Koul-Oba, de Chéronèse. Sa collection fut en partie acheté par le musée de l'Hermitage et donné au musée d'archéologie de Kherson.